# Manigoto
Manigoto est un village de la région Beira Alta au Portugal.
Il s'agit d'un village de 186 habitants.